# Rick Ottema
Rick Ottema (Groningen, 25 juni 1992) is een Nederlandse wielrenner die sinds 2023 voor het Diftar Continental Cyclingteam uitkomt.

## Carrière
Als junior won Ottema in 2010, samen met zijn teamgenoten, de ploegentijdrit in Luik-La Gleize. Later dat jaar werd hij vijftiende in de door Jef Van Meirhaeghe gewonnen Omloop Mandel-Leie-Schelde.
In 2012 werd Ottema tweede in de eerste etappe van de Baltic Chain Tour, waar Alexander Gingsjö twee tellen eerder was gefinisht.
In 2017 won Ottema, in dienst van Baby-Dump Cyclingteam, het bergklassement van de Ronde van Loir-et-Cher. Twee weken later won hij de PWZ Zuidenveldtour, waar hij de snelste was van een kopgroep van drie.

## Overwinningen
2010
2e etappe deel A Luik-La Gleize (ploegentijdrit)
2016
Eindklassement Ronde van Midden-Brabant
2017
Bergklassement Ronde van Loir-et-Cher
PWZ Zuidenveldtour
2020
Bergklassement Bałtyk-Karkonosze-Tour
2022
5e etappe Ronde van Loir-et-Cher
Bergklassement Ronde van Loir-et-Cher
2023
Omloop Houtse Linies
2024
Slag om Woensdrecht

## Ploegen
2011 –  Cyclingteam De Rijke
2012 –  Cyclingteam De Rijke-Shanks
2013 –  Cyclingteam De Rijke-Shanks
2014 –  Veranclassic-Doltcini
2015 –  Superano Ham-Isorex
2016 –  Baby-Dump Cyclingteam
2017 –  Baby-Dump Cyclingteam
2018 –  Alecto Cyclingteam
2019 –  Metec-TKH Continental Cyclingteam p/b Mantel
2020 –  Metec-TKH Continental Cyclingteam p/b Mantel
2021 –  Metec-Solarwatt p/b Mantel
2022 –  Metec-Solarwatt p/b Mantel
2023 –  Allinq Continental Cycling Team
2024 –  Diftar Continental Cyclingteam
Bacquet · Bekaert · Brambilla · Devillers · Dewortelaer · Džervus · Flahaut · Gardeyn · Gaudy · Goovaerts · Karwowski · Mol · Ottema · Rigaux · Rosseler · Schoonbroodt · Stallaert · Takenouchi · Van Coppernolle · Vandewiele · Verwaest · Weber · Bossuyt (stagiair) · Soenens (stagiair)
van Breda · Dielissen · Doets · Hooghiemster · Kers · Ottema · Sweering · J.Timmermans · T.Timmermans · van de Vall · Vermeer
Celi · Doets · van der Duin · de Greef · Hooghiemster · Kers · de Kleijn · Korevaar · Oostra · Ottema · Sweering · Timmermans · van Sintmaartensdijk (stagiair)
Celi · Doets · van der Duin · Hooghiemster · de Jong · van der Kooij · Oostra · Ottema · Schouten · van Sintmaartensdijk